# Włodzimierz Kotoński

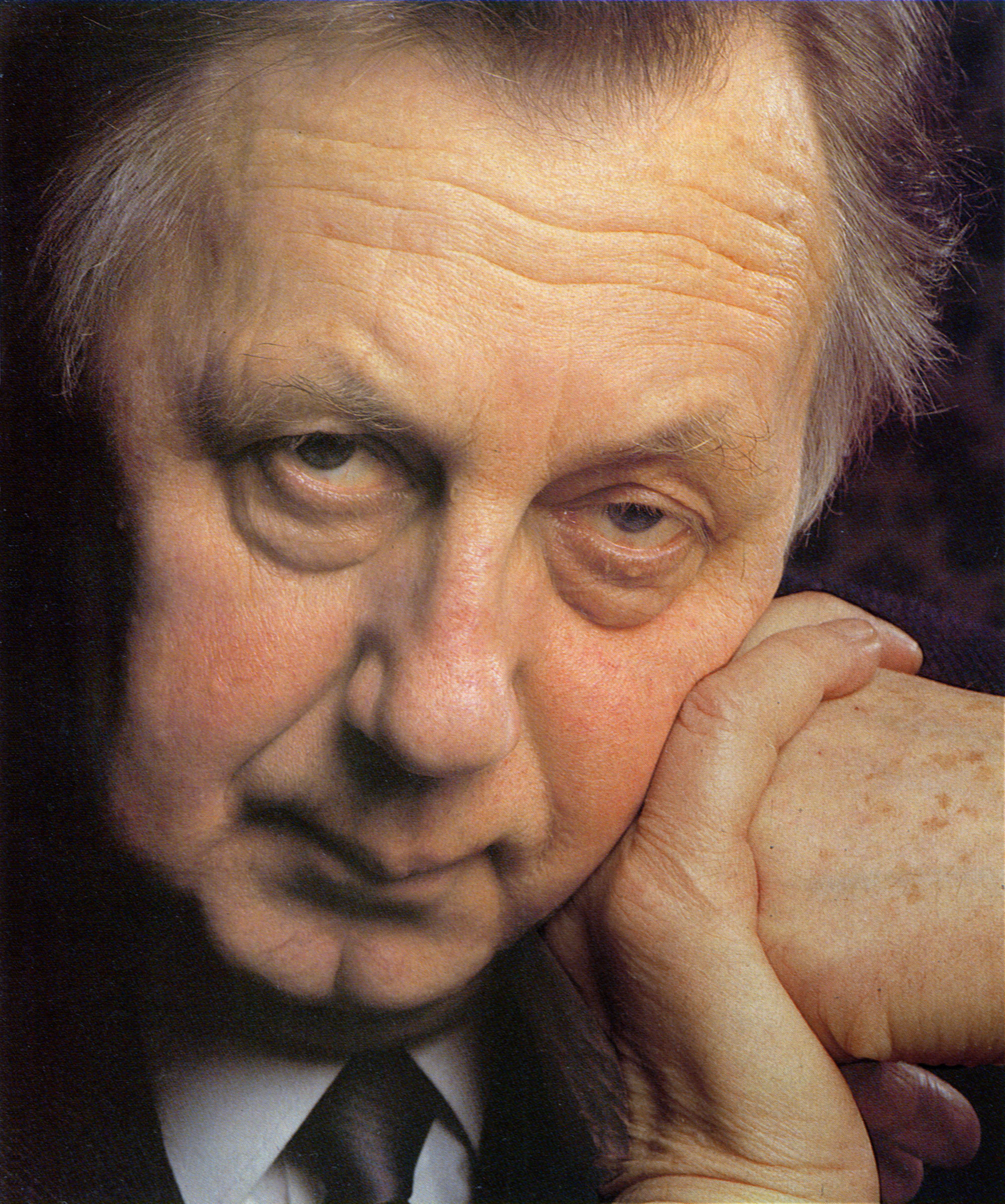
Włodzimierz Kotoński (1993/94)

Włodzimierz Kotoński (* 23. August 1925 in Warschau; † 4. September 2014 ebenda) war ein polnischer Komponist.

## Leben
Kotoński studierte von 1945 bis 1951 an der Höheren Staatlichen Musikschule (heute Fryderyk-Chopin-Universität für Musik) bei Piotr Rytel. Außerdem nahm er privaten Unterricht bei Tadeusz Szeligowski (1950/1951). In den 1950er Jahren widmete er sich im Auftrag des Nationalen Kunstinstituts der Erforschung der polnischen Volksmusik. Als Ergebnis erschien 1956 das Buch Góralski i zbójnicki .
Zwischen 1957 und 1961 nahm Kotoński an den Darmstädter Ferienkursen teil. Er befasste sich mit elektroakustischer Musik und arbeitete seit 1958 regelmäßig mit dem Experimentalstudio des Polnischen Rundfunks zusammen. Seine 1959 entstandene Etiuda na jedno uderzenie w talerz war die erste elektronische Komposition Polens. In den folgenden Jahren arbeitete er mit vielen Zentren für elektroakustische Musik in Europa zusammen: Mit dem Studio des Westdeutschen Rundfunks in Köln (1966/1967), dem Groupe de Recherches Musicales ORTF in Paris (1970), dem Experimentalstudio des Südwestfunks Baden-Baden Studio in Freiburg (1979), der Stiftelsen Elektroakustik Musik i Sverige in Stockholm (1984) und dem Groupe de musique expérimentale de Bourges (1986).
Seit 1967 unterrichtete Kotoński Komposition an der Staatlichen Hochschule für Musik (heute Fryderyk-Chopin-Universität für Musik), wo er auch das Studio für elektronische Musik leitete. Zu seinen Schülern zählten u. a. Paweł Szymański, Hanna Kulenty, Stanisław Krupowicz, Tadeusz Wielecki, Edward Sielicki und Jacek Grudzień. Als Gastprofessor unterrichtete er Komposition und elektronische Musik an der Königlichen Musikakademie Academy of Music in Stockholm (1971), der State University of New York in Buffalo (1978), der University of Southern California in Los Angeles (1982), der Rubin Academy of Music in Jerusalem (1990) und in Seoul (1994/1995).
1963 veröffentlichte er das Buch Instrumenty perkusyjne we współczesnej orkiestrze („Schlaginstrumente im modernen Orchester“, Schott, Mainz 1968), 1989 die Monographie Muzyka elektroniczna und 1999 das Leksykon współczesnej perkusji (Lexikon der zeitgenössischen Perkussion).

## Werke
- Poemat für Orchester, 1949
- Tance góralskie („Volkstänze der Goralen“) für Orchester, 1950
- Quartettino für vier Hörner, 1950
- Preludium i passacaglia für Orchester, 1953
- Sześć miniatur („Sechs Miniaturen“) für Klarinette und Klavier, 1957
- Muzyka kameralna („Kammermusik“) für 21 Schlaginstrumente, 1958
- Musique en relief, fünf Miniaturen für sechs Orchestergruppen, 1959
- Etiuda na jedno uderzenie w talerz, muzyka konkretna („Etüde für einen Beckenschlag, konkrete Musik“), 1959
- Trio na flet, gitarę i perkusję („Trio für Flöte, Gitarre und Schlagzeug“), 1960
- Concerto per quattro (Version 1) für Harfe, Cembalo, Klavier und Kammerorchester, 1960
- Canto per complesso da camera, 1961
- Selection I für vier Jazzmusiker, 1962
- Pezzo per flauto e pianoforte, 1962
- Musica per fiati e timpani, 1963
- Mikrostruktury für Tonband, 1963
- Monochromia für Oboe solo, 1964
- Kwintet na instrumenty dęte („Quintett für Bläser“), 1964
- Concerto per quattro (Version 2) für Harfe, Cembalo, Gitarre, Klavier und Kammerorchester, 1965
- A battere für Gitarre, Viola, Cello, Cembalo und Schlagzeug, 1966
- Pour quatre für Klarinette, Posaune, Cello und Klavier, 1968
- Muzyka na 16 talerzy i smyczki („Musik für 16 Becken und Streicherensemble“), 1969
- AELA czyli gra struktur aleatorycznych na jednym dźwięku harmonicznym („AELA oder Spiel aleatorischer Strukturen auf einem harmonischen Klang“), elektronische Musik, 1970
- Multiplay, Instrumentaltheater für sechs Blasinstrumente, 1971
- Concerto per oboe für Oboe (d’amore), sechs Blasinstrumente und Orchester, 1972
- Promenada I, Instrumentaltheater für vier Musiker, 1973
- Promenada II, Instrumentaltheater für drei Synthesizer, Klarinette, Posaune und Cello, 1973
- Harfa Eola („Äolsharfe“) für Sopran und vier Instrumentalisten, 1973
- Musical Games, Instrumentaltheater für Bläserquintett, 1973
- Róża wiatrów (Windrose) für Orchester, 1976
- Muzyka wiosenna („Frühlingsmusik“) für Flöte, Oboe, Violine und Synthesizer, 1978
- Pełnia lata („Hochsommer“) für Klarinette, Klavier, Cello und elektronische Klänge, 1979
- Bora für Orchester, 1979
- Sirocco für Orchester, 1980
- Pieśń jesienna („Herbstlied“) für Cembalo und Tonband, 1981
- Terra incognita für Orchester, 1984
- Sceny liryczne („Lyrische Szenen“) für neun Instrumente, 1986
- Tlaloc für Cembalo und Schlagzeug, 1986
- Ptaki („Vögel“), acht kurze Stücke für Klarinette, Cello und Klavier, 1988
- Cadenze e arie für Gitarre, 1988
- Antiphonae für Tonband, 1989
- Bucolica (Morton Feldman in memoriam) für Flöte solo, 1989
- Trzy etiudy rytmiczne („Drei rhythmische Etüden“) für Klavier, 1990
- La gioia für Streichorchester, 1991
- Tierra caliente für Tonband, 1992
- Motu proprio für Fagott und Klavier, 1992
- Sonant für Posaunenquartett, 1992
- 7 Haiku für Frauenstimme und fünf Instrumente, 1993
- Koncert na gitarę elektryczną i zespół instrumentalny („Konzert für elektrische Gitarre und ein Instrumentalensemble“), 1993
- Podróż zimowa (Winterreise) für Flöte, Oboe, Klarinette, Cembalo, Violine, Cello und Tonband, 1995
- Symfonia nr 1, 1995
- Mijikayo für japanische Instrumente, 1996
- Speculum vitae für Tonband und Orchester, 1996
- Koncert na skrzypce i orkiestrę („Konzert für Violine und Orchester“), 1996
- Trzy pieśni niemieckie do tekstów Josepha von Eichendorffa i Dursa Grünbeina („Drei deutsche Lieder“) für Bariton und Gitarre, 1997
- Trzy pieśni do słów Dursa Grünbeina (Drei Lieder zum Text von Durs Grünbein) für Bariton und Gitarre, 1997
- Northern Lights („Aurora Borealis“) für verstärktes Cembalo und Tonband, 1998
- Sekstet („Sextett“) für Bläserquintett und Klavier, 1998
- Zmienne struktury („Veränderbare Strukturen“) für Klarinette, Posaune, Klavier und Cello, 2000
- Symfonia nr 2, 2001
- Kwartet smyczkowy nr 1 („Streichquartett Nr. 1“), 2002
- Wilanowskie pejzaże (Landschaften aus Wilanów) für Streichquartett und Flöte, 2002
- Concerto per clarinetto e orchestra, 2002–03
- Madrygały polskie („Polnische Madrigale“) für Sopran und Instrumente, 2004